# Quilticohyla zoque
A Quilticohyla zoque a kétéltűek (Amphibia) osztályának békák (Anura) rendjébe és a levelibéka-félék (Hylidae) családjába, azon belül a Hylinae alcsaládba tartozó faj.

## Előfordulása
A faj Mexikó endemikus faja. Mexikó déli részén, Selva Zoque-ban három, örökzöld trópusi erdőkkel borított területről, Veracruz déli részén (Paso del Moral és Arroyo Zarco) két helyről, Tabasco délnyugati részén, Veracruz és Chiapas határának közelében egy helyről, és Oaxaca északkeleti részén (Chalchijapa) egy helyről ismert, 76-600 m magasságban. 

## Megjelenése
Közepes méretű békafaj, a holotípus hím egyed mérete 36,4 mm. Feje, teste, a mellső végtagok és a hátsó végtagok hátsó része zöld, barna foltokkal és számos szabálytalan folttal. Írisze halvány rózsaszín, barna kockázattal

## Természetvédelmi helyzete
A vörös lista a veszélyeztetett fajok között tartja nyilván. Populációjának mérete csökkenő tendenciát mutat.